# Gustavo Ganso
Gustavo Ganso é uma personagem da Disney. É o pai de Gastão, sendo sua esposa, Patrícia Pato.

## Nomes em outros idiomas
- Alemão: General Golo Gans
- Dinamarquês: Gustav Gase
- Finlandês: Hjalmar Hanhi
- Grego: Γουσταύος Γκάντερ
- Holandês: Fortunus Geluk
- Inglês: Goostave Gander
- Italiano: Gustavo Paperone
- Norueguês: Onkel Andrik
- Polonês: Kwacław Kwabotyn
- Sueco: Gåsfrid Lukas